# Carlo Canna
Carlo Canna (Benevento, 25 agosto 1992) è un rugbista a 15 italiano, mediano d'apertura delle Fiamme Oro.

## Biografia
Cresciuto rugbisticamente a Benevento, sua città natale, seguendo le orme di suo padre Gerardo, che aveva rappresentato l'Italia a livello giovanile, esordì in serie A nel 2010 con la franchigia dei Gladiatori Sanniti che tuttavia, dopo solo due stagioni, si sciolse nel 2012; si arruolò quindi nella Polizia di Stato ed entrò nella formazione rugbistica del corpo, le Fiamme Oro, neopromosse in Eccellenza.
Già messosi in luce a livello internazionale nel 2013, quando entrò a far parte della Nazionale Emergenti, si aggiudicò con le Fiamme Oro il Trofeo Eccellenza 2014, prima competizione vinta dal club a 42 anni di distanza dalla sua ultima conquista.
Al termine del torneo 2014-15, dove le Fiamme Oro raggiunsero la semifinale-scudetto, Canna si aggiudicò il premio di miglior giocatore del campionato.
Miglior realizzatore di punti alla Tbilisi Cup 2015 con l'Italia Emergenti, Canna fu ingaggiato dalla stagione 2015-16 dalle Zebre, pur rimanendo arruolato in Polizia e tesserato delle Fiamme Oro.
Il 22 agosto 2015 giunse l'esordio in Nazionale, primo elemento delle Fiamme Oro a rivestire la maglia azzurra 29 anni dopo l'ultimo in ordine cronologico, Luigi Troiani; a seguire giunse la convocazione per la Coppa del Mondo di rugby 2015 in Inghilterra.
Pochi mesi dopo fu il primo arruolato della Polizia di Stato a prendere parte al Sei Nazioni.
Alternato nel ruolo di apertura in nazionale con Tommaso Allan, nel 2019 partecipò insieme a quest'ultimo alla Coppa del Mondo in Giappone.
Il successivo C.T. italiano Franco Smith schierò Canna nel ruolo di centro contro il Galles nell'incontro d'apertura del Sei Nazioni 2020 contro il Galles.
A fine stagione 2021-22 Canna ha lasciato le Zebre ed è tornato alle Fiamme Oro, suo club d'appartenenza durante la militanza in United Rugby Championship.

## Palmarès
- Trofei Eccellenza : 1
Fiamme Oro: 2013-14